# Beejong Sisson
Beejong Sisson (20 febbraio 1957) è un ex tennista filippino.

## Carriera
In carriera ha raggiunto nel doppio la 163ª posizione della classifica ATP, mentre nel singolare ha raggiunto il 332º posto. Nei tornei del Grande Slam ha ottenuto il suo miglior risultato raggiungendo i quarti di finale di doppio all'Open di Francia nel 1981, in coppia con lo svizzero Markus Günthardt.
In Coppa Davis ha disputato un totale di 6 partite, ottenendo una vittoria e 5 sconfitte.